# Сизириди
Сизириди (Sisyridae) — родина сітчастокрилих комах. Родина містить понад 60 видів, з них в Україні спостерігається два види — Sisyra nigra та Sisyra terminalis.

## Характеристика

### Імаго
Крила темно-коричневі,із небагатьма поперечними жилками. Голова коротка, округла. Прості вічка відсутні. Тіло завдовжки 4-10 мм. Імаго — активні хижаки. Живуть навколо прісних водойм. Полюють  вночі та сутінках на дрібних безхребетних.

### Личинки
Личинки сизирид живуть у воді і паразитують в колоніях прісноводних губок Spongilla та Ephydatis. Личинки темного забарвлення, мають дуже довгі гострі ротові частини, якими проколюють клітини губки, висмоктуючи їх вміст. Личинки живуть на поверхні тіла губки або ховаються в порожнині її тіла, але ніколи не піднімаючись до поверхні води. Дихають розчиненим у воді киснем, причому подих здійснюється через поверхню не тільки всього тіла, а й особливих зябрових виростів, що попарно розташовані на 7 передніх черевних сегментах. Дихальців у личинок немає. Коли личинка виростає, вона залишає воду, сплітає на стеблах рослин, що виступають з води, кокон і заляльковується.

## Роди
Родина Сизириди (Sisyridae)
- † Підродина Paradoxosisyrinae
  - †Buratina
  - †Khobotun
  - †Paradoxosisyra
  - †Protosiphoniella
  - †Sidorchukatia
- Підродина Sisyrinae
  - Climacia
  - †Paleosisyra
  - †Prosisyrina
  - Sisyborina
  - Sisyra
  - Sisyrina
  - †Stictosisyra